# 黑岩敏幸
黑岩敏幸（日语：／ Kuroiwa Toshiyuki，1969年2月27日—），日本男子速度滑冰运动员。他曾代表日本参加1992年、1994年和1998年冬季奥林匹克运动会速度滑冰比赛，其中1992年冬季奥运会获得一枚银牌。